# Broken Arrow (musikalbum)
Broken Arrow är ett album från 1996 av Neil Young och Crazy Horse.
Albumet tar vid med det säregna Crazy Horse-soundet och de inledande spåren är långa jam som för tankarna till Everybody Knows This Is Nowhere och Ragged Glory. De två sista spåren är annorlunda från det drivande Horse-ljudet. "Music Arcade" är en aktustisk låt och "Baby, What You Want Me to Do" är en cover på en låt skriven av Jimmy Reed.
(För övrigt är denna artikel en rätt tydlig plankning av en engelskspråkig Wiki-artikel...)

## Låtlista
1. "Big Time" (Neil Young) - 7:24
2. "Loose Change" (Neil Young) - 9:10
3. "Slip Away" (Neil Young) - 8:36
4. "Changing Highways" (Neil Young) - 2:20
5. "Scattered (Let's Think About Livin')" (Neil Young) - 4:13
6. "This Town" (Neil Young) - 2:59
7. "Music Arcade" (Neil Young) - 3:59
8. "Baby, What You Want Me to Do" (Jimmy Reed) - 8:08